# 105. lovsko-bombniški letalski polk (JLA)
Za druge 105. polke glejte 105. polk.
105. lovsko-bombniški letalski polk je bil letalski polk v sestavi Jugoslovanske ljudske armade.
Polk je aktivno sodeloval v bojih med slovensko in hrvaško osamosvojitveno vojno.

## Organizacija
27. junij 1991
- štab
- 249. lovsko-bombniška letalska eskadrilja (G-4 Super Galeb)
- 251. lovsko-bombniška letalska eskadrilja (G-2A Galeb)
- 333. letalska eskadrilja (UTVA 75, An-2, Aérospatiale Gazelle, G-4 Super Galeb)